# ۹۹۶ (خورشیدی)
۹۹۶ نهصد و نود و ششمین سال هجری خورشیدی است.